# Corna Imagna
Corna Imagna är en ort och kommun i provinsen Bergamo i regionen Lombardiet i Italien. Kommunen hade 925 invånare (2018).